# غرغره
غرغره (به لاتین: Ghargharreh) یک منطقهٔ مسکونی در افغانستان است که در ولایت بامیان واقع شده‌است.